# Sopa de caracol (álbum)
Sopa de caracol es un álbum remix del grupo argentino Los Fabulosos Cadillacs grabado y editado en septiembre de 1991. Este disco solamente tiene un tema nuevo, que además es una versión de la banda hondureña Banda Blanca, llamado «Sopa de caracol» al igual que el disco. Tiene una nueva versión de «El genio del Dub», un megamix, y un remix de «Demasiada Presión». Logró el disco de oro. La carátula contiene fotografías de los Cadillacs, y en el medio el nombre del disco rodeado por un fondo rojo.

## Lista de canciones
1. «Sopa de caracol» (3:08)
2. «El genio del Dub» (3:41)
3. «Megamix LFC» (6:45)
4. «Demasiada presión» (3:44)

- Datos: Q2762969